# Changling, Peking
Changling (kinesiska: 长陵, 长陵镇) är en tidigare köping i Kina. Den ligger i Changping i Pekings storstadsområde, omkring 40 kilometer söder om stadskärnan. I september 2011 införlivades Changling i köpingarna Shisanling och Yanshou. 
Changling ligger inom området för Minggravarna och även precis norr om graven Changling.
Antalet invånare vid folkräkningen 2010 var 15 024. Befolkningen består av 7 301 kvinnor och 7 723 män. Barn under 15 år utgör 9,0 %, vuxna 15-64 år 77 %, och äldre över 65 år 13,0 %.